# Areobind
Areobind (mort el 546, llatí: Areobindus; grec: Αρεόβινδος), va ser un senador i comandant militar de l'Imperi Romà d'Orient, actiu durant el regnat de l'emperador Justinià I (r. 527-565). Es va destacar per la seva participació en els conflictes entre l'exèrcit imperial i les tribus amazics de la recentment fundada prefectura pretoriana d'Àfrica, així com pels seus infructuosos intents de sufocar les nombroses revoltes dins de l'exèrcit liderat per Estotzes i després per Guntaric, dux de Numídia.

## Biografia

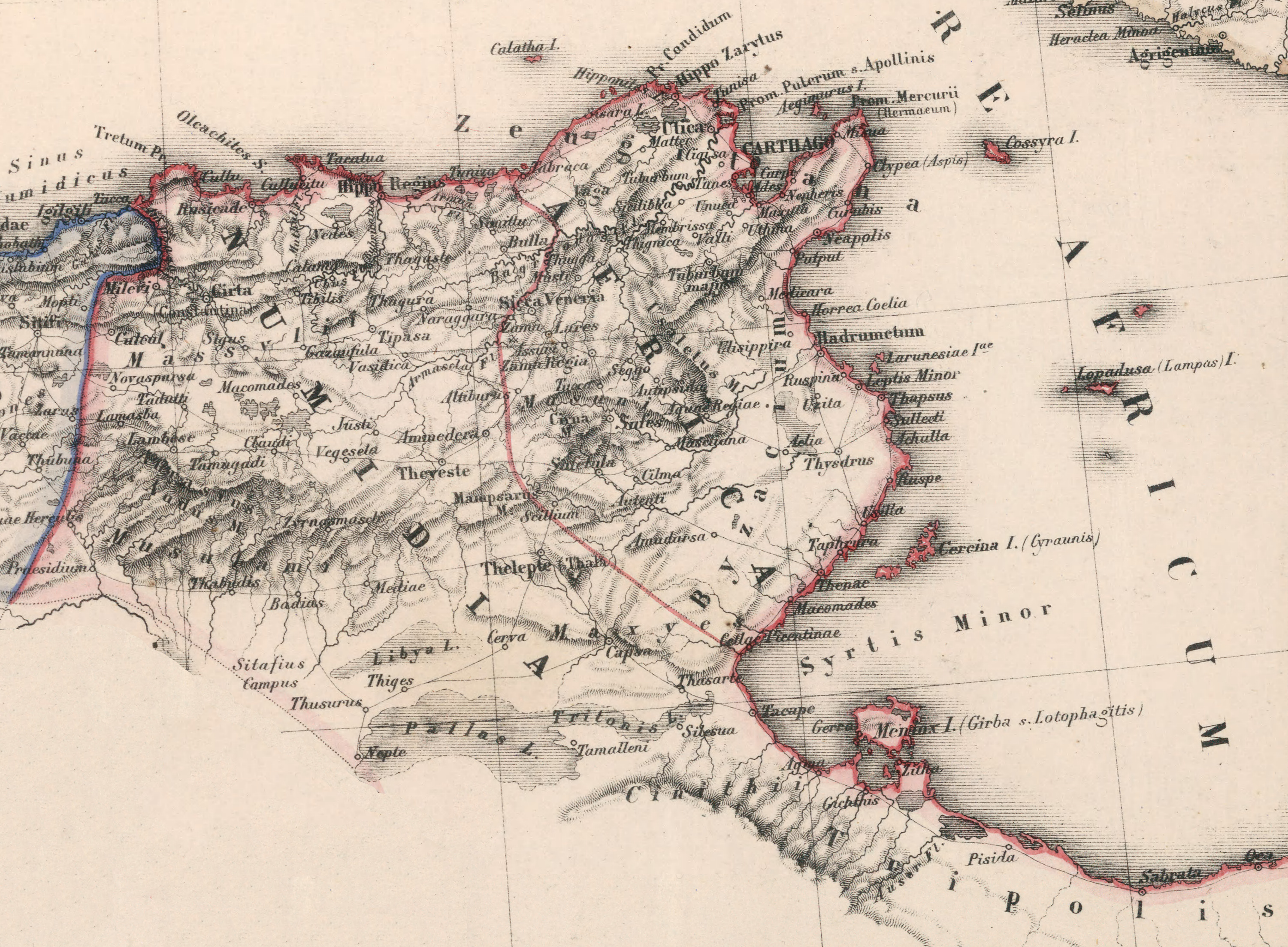
Àfrica romana, amb les províncies de Bizacena, Zeugitania i Numídia.

Areobind era de noble bressol i el seu nom suggereix parentiu amb els cònsols del 434 i 506, tots dos anomenats Areobind. Els autors de la Prosopografía de l'Imperi Romà tardà suggereixen que era fill de Dagalaif i llavors, net del cònsol del 506. Tenia una germana de nom desconegut i estava casat en una data imprecisa amb Preyecta, neboda de l'emperador Justinià I.[1] És esmentat per primera vegada el 545, quan va assumir el càrrec en la prefectura pretoriana d'Àfrica, però abans d'això se sap que va ser senador i per tant un home il·lustre (Vir illustris). L'any del seu primer esment se sap que també era patrici, però es desconeix si el nomenament va tenir lloc amb motiu de la seva missió o anteriorment.[2]
El 543, el duc de Tripolitana, Sergi, va assassinar imprudentment als líders de la tribu maura dels laguatan, provocant l'esclat d'una revolta que aviat s'estendria a les regions veïnes. El 544, el prefecte del pretori d'Àfrica, Salomó, oncle de Sergi, va intentar controlar la situació, però va morir en la batalla de Cíl·lium i Sergi va ser nomenat prefecte en el seu lloc. Una vegada més va demostrar ser incapaç de sufocar als insurgents, i Justinià va decidir enviar a Areobind a Àfrica per a compartir el comandament del territori.[3] Hauria arribat a la primavera del 545, acompanyat per Atanasi, que va ser nomenat prefecte del pretori, Artàban i Joan amb algunes tropes armènies, així com amb la seva germana i esposa.[4] Artàban i Joan, eren descendents de la dinastia real arsàcida d'Armènia.[1]
Com a magister militum, va estar a càrrec de dirigir les tropes imperials a la Bizacena, mentre que Sergi va ser enviat a Numídia. En acostar-se a Cartago, se'l va informar que el líder amazic Antales i el general imperial Estotzes, que també s'havia rebel·lat, estaven acampats prop de Sica Veneria. Va enviar llavors al general Joan contra ells amb les millors tropes disponibles i li va escriure a Sergi per a sol·licitar-li que tots dos unissin les seves forces. Aquest últim es va negar a accedir a la sol·licitud, provocant la derrota i la mort de Joan a la batalla de Tàcia. Sergi va ser cridat per Justinià a la capital imperial de Constantinoble, on seria interrogat pels seus nombrosos revessos militars, i Areobind va ser designat, probablement a la tardor de 545, com a comandant suprem de l'exèrcit imperial d'Àfrica.[5]
Al març del 546, els amazics de Numídia i Bizacena van unir les seves forces i van marxar contra Cartago, secretament encoratjats pel general imperial Guntaric i acompanyats pel rebel Joan i uns altres rebels que anteriorment havien estat sota el comandament de Estotzes, mort a la batalla de Tàcia. Conscient que s'apropaven els amazics, Areobind va convocar a Guntaric i altres oficials subordinats amb els seus homes a Cartago, on va col·locar al primer com a comandant de les forces aliades. Guntaric va negociar en secret amb Antales per a assassinar a Areobind durant la futura batalla i repartir equitativament la seva riquesa entre ells, mentre aquest últim, al seu torn, negociava amb Cutzines, cap dels amazics de Bizacena, amb qui va aconseguir arribar a un acord. Cutzines va prometre trair a Antales i els seus homes quan esclatés l'enfrontament.[5]
Areobind, no obstant això, li ho va revelar a Guntaric, que, per a guanyar temps, li va aconsellar que prengués com a ostatges als fills de Cutzines. Mentre Areobind i Cutzines continuaven intercanviant missatges, Guntaric planejava provocar la mort del governador en combat, per a llevar les seves sospites, suggerint que marxés contra els amazics acampats als voltants de la capital provincial. Després de deliberacions es va decidir que les tropes marxarien i atacarien en la matinada de l'endemà, però quan va arribar el moment, Areobind, qui estava preocupat per la seva poca experiència militar i no entusiasmat, es va prendre el seu temps a armar-se i fer els altres preparatius, postergant l'atac l'endemà.[6]
Segons l'historiador Procopi de Cesarea, l'endemà Guntaric va capturar una de les portes de la ciutat i la va mantenir oberta, mentre utilitzava un to amenaçador amb l'esperança d'obligar a Areobind a lluitar. Es diu, no obstant això, que Areobind no va fugir de Cartago pel mal temps. Areobind, llavors, va consultar amb Atanasi, Artàban i altres oficials i se li va aconsellar que ataqués a Guntaric sense demora. Primer va decidir enviar a l'emissari Fredas per a interpel·lar a Guntaric sobre les seves intencions i al retorn de Fredas va decidir atacar. La batalla es va lliurar a la porta capturada pels rebels, però a mesura que es desenvolupava l'enfrontament, Areobind va entrar en pànic i va decidir fugir a un gran monestir local, on es refugiaven la seva germana i la seva esposa. Les seves tropes el van acompanyar i Cartago es va perdre.[7]
El bisbe Reparat va visitar a Areobind amb garanties de salconduit per part de Guntaric si deixava el monestir i es dirigia al palau del governador. Després d'obtenir les garanties de Reparat, juramentat pel ritu baptismal, va abandonar el monestir amb la roba d'un particular i es va dirigir a Guntaric, qui li va atorgar més garanties de salconduit i va prometre acomiadar-ho amb la seva esposa i els seus béns. Areobind va ser complimentat i tractat amb gran honor, però se li va ordenar dormir només a les seves estances. Allí, l'any 546, Uliteu i altres partidaris de Guntaric el va assassinar.[7] El seu cap va ser tallat i enviat a Antales.[8]